# Koszty kwalifikowalne
Koszty kwalifikowalne – koszty, które podlegają refundacji z funduszy unijnych.
Wydatkami kwalifikowalnymi są nazywane te koszty, które zostały poniesione przez przedsiębiorców podczas prowadzenia przez nich projektu o dotacje z funduszy Unii Europejskiej w okresie ich kwalifikowalności i kwalifikują się do refundacji w ramach udzielonego im dofinansowania.

## Koszty
Kosztami takimi mogą być m.in. zakupione materiały, produkty lub usługi, jak również wynagrodzenia osób zaangażowanych w projekt, uznane za kwalifikowane w aktualnym „Rozporządzeniu Ministra Regionalnego w sprawie udzielania przez PARP pomocy finansowej na wspieranie tworzenia i rozwoju gospodarki elektronicznej w ramach POIG, 2007–2013”. Rozporządzenie określa, iż wydatek kwalifikowany to: wydatek określony w rozporządzeniu, faktycznie poniesiony oraz bezpośrednio związany z projektem i niezbędny do jego realizacji. Do każdego typu wydatku Rozporządzenie podaje procentową wysokość jego zwrotu. Poniesione przez przedsiębiorcę koszty, w zależności od ich rodzaju, zwracane mu są tylko w pewnej części (maksymalnie 85% poniesionych kosztów). Okres kwalifikalności to ramy czasowe, w jakich poniesiony koszt uznany może być za wydatek kwalifikowany. Oznacza to, że nie tylko rodzaj wydatku jest ważny, ale również czas w jakim został poniesiony.
Koszt, który nie został zaplanowany w planie finansowym projektu, złożonym wraz z wnioskiem o dofinansowanie (w odpowiedniej wysokości w odpowiednim czasie), może nie zostać zakwalifikowany do zwrotu przez instytucje oceniającą wniosek o płatność. Między innymi z tego względu ponoszone przez przedsiębiorcę koszty na projekt, dzielą się na: wydatki kwalifikowane i wydatki niekwalifikowane.